# Herbert Hübner
Herbert Hübner, född 6 februari 1889 i Breslau, Provinsen Schlesien, Kejsardömet Tyskland (nu Wrocław, Polen), död 27 januari 1972 i München, Västtyskland, var en tysk skådespelare. Hübner som filmdebuterade 1920 medverkade i tyska filmer och TV-produktioner fram till 1967. Han hade roller i över 150 tyska filmer, för det mesta större biroller.

## Filmografi (i urval)
- 1932 – Sol och vår 202
- 1936 – Kring drottningen
- 1937 – Till främmande strand
- 1938 – Den röda orkidén
- 1939 – Första försöket
- 1940 – Friedrich Schiller – Der Triumph eines Genies
- 1940 – Isabel och kärleken
- 1941 – Frauen sind doch bessere Diplomaten
- 1941 – Vi ses igen, Franziska!
- 1941 – Två världar
- 1942 – Andreas Schlüter
- 1943 – En kvinna lever farligt
- 1943 – Johann
- 1943 – Paracelsus
- 1948 – Berliner-ballad
- 1948 – Farligt vittne
- 1949 – En kvinnas offer
- 1954 – Regina Amstetten
- 1955 – Prinsessan och äventyret
- 1957 – Made in Germany
- 1958 – Värdshuset i Spissart